# تريبتيك ديس مونتس إت شاتيوكس 2014
تريبتيك ديس مونتس إت شاتيوكس 2014 (بالفرنسية: Triptyque des Monts et Châteaux 2014)‏ هو سباق دراجات هوائية، وهو الموسم رقم 19 من السباق، وأقيم خلال الفترة 4 أبريل 2014، وحتى 6 أبريل 2014، وامتدّ لمسافة 446 كيلومتر، وهو أحد سباقات طواف أوروبا للدراجات 2014، وهو من نوع سباق المرحلة، وهو من نوع سباق الدراجات، وقد شارك في السباق 153 متسابقاً ووصل إلى نهايته 99 متسابقاً.
فاز فيه بالمركز الأول أوين دول، وبالمركز الثاني تيسج بنوت، وبالمركز الثالث اليكس كيرش، والفائز حسب ترتيب السرعة Maxime Anciaux ‏، والفريق الفائز في ترتيب الفرق Lotto-Soudal U23.

## المراحل
| المرحلة   | التاريخ | الدورة                    | type                  | المسافة (كم) | الفائز بالمرحلة | القائد العام |
| --------- | ------- | ------------------------- | --------------------- | ------------ | --------------- | ------------ |
| المرحلة 1 | 4 أبريل | Antoing ‏ – Quevaucamps ‏   | مرحلة مستوية          | 177٫1        | أندريه لوويج    | أندريه لوويج |
| المرحلة 2 | 5 أبريل | Bernissart ‏ – Bernissart ‏ | مرحلة سباق الزمن فردي | 10           | جوناثان ديبن    | جوناثان ديبن |
| المرحلة 2 | 5 أبريل | Estaimbourg ‏ – Kluisberg ‏ | مرحلة التلال          | 95٫5         | باتريك كونراد   | أوين دول     |
| المرحلة 3 | 6 أبريل | Beloeil, Belgium ‏ – طرناي | مرحلة مستوية          | 163٫4        | أوين دول        | أوين دول     |

## النتيجة

### مرحلة 1
هي مرحلة مسطحة، أجريت في 4 أبريل 2014 فاز بالمرحلة أندريه لوويج، ومتصدر الترتيب العام في نهاية المرحلة أندريه لوويج.
| \| التصنيف العام \| التصنيف العام \| التصنيف العام \| التصنيف العام \| التصنيف العام \| \| العداء \| العداء \| الفريق \| الوقت \| \| \| ------------- \| ------------- \| ------------- \| ------------- \| ------------- \| |        |        |       |  |
| |        |        |       |  |
| مصدر: ProCyclingStats |        |        |       |  |
| التصنيف العام |        |        |       |  |
| العداء | العداء | الفريق | الوقت |  |

### مرحلة 2a
هي مرحلة من نوع سباق فردي ضد الساعة، أجريت في 5 أبريل 2014 فاز بالمرحلة جوناثان ديبن، ومتصدر الترتيب العام في نهاية المرحلة جوناثان ديبن.
| \| التصنيف العام \| التصنيف العام \| التصنيف العام \| التصنيف العام \| التصنيف العام \| \| العداء \| العداء \| الفريق \| الوقت \| \| \| ------------- \| ------------- \| ------------- \| ------------- \| ------------- \| |        |        |       |  |
| |        |        |       |  |
| مصدر: ProCyclingStats |        |        |       |  |
| التصنيف العام |        |        |       |  |
| العداء | العداء | الفريق | الوقت |  |

### مرحلة 2b
هي مرحلة جبلية، أجريت في 5 أبريل 2014 فاز بالمرحلة باتريك كونراد، ومتصدر الترتيب العام في نهاية المرحلة أوين دول.
| \| التصنيف العام \| التصنيف العام \| التصنيف العام \| التصنيف العام \| التصنيف العام \| \| العداء \| العداء \| الفريق \| الوقت \| \| \| ------------- \| ------------- \| ------------- \| ------------- \| ------------- \| |        |        |       |  |
| |        |        |       |  |
| مصدر: ProCyclingStats |        |        |       |  |
| التصنيف العام |        |        |       |  |
| العداء | العداء | الفريق | الوقت |  |

### مرحلة 3
هي مرحلة مسطحة، أجريت في 6 أبريل 2014 فاز بالمرحلة أوين دول، ومتصدر الترتيب العام في نهاية المرحلة أوين دول.
| \| التصنيف العام \| التصنيف العام \| التصنيف العام \| التصنيف العام \| التصنيف العام \| \| العداء \| العداء \| الفريق \| الوقت \| \| \| ------------- \| ------------- \| ------------- \| ------------- \| ------------- \| |        |        |       |  |
| |        |        |       |  |
| مصدر: ProCyclingStats |        |        |       |  |
| التصنيف العام |        |        |       |  |
| العداء | العداء | الفريق | الوقت |  |

## الفائزون
| الترتيب       | الفائز            |
| ------------- | ----------------- |
| الفائز        | أوين دول          |
| الثاني        | تيسج بنوت         |
| الثالث        | اليكس كيرش        |
| حسب النقاط    | تيسج بنوت         |
| تسلق الجبل    | Maxime Anciaux ‏   |
| سباقات السرعة | Maxime Anciaux ‏   |
| أفضل شاب      | جيوفري كوران      |
| الفريق        | Lotto-Belisol U23 |